# Strongylurus lumholtzi
Strongylurus lumholtzi là một loài bọ cánh cứng trong họ Cerambycidae.